# Град (одиниця вимірювання)
Град, Ґрад, Гон (Ґон) (рос. град (гон), англ. grade, нім. Grad m) — позасистемна метрична одиниця плоского кута, що дорівнює 0,01 прямого кута. Українське позначення — гон, міжнародне — gon. Визначається через одиницю системи SI, але не є її частинною чи кратною одиницею: 1 гон = {\displaystyle {\bigl (}\pi /200{\bigr )}}рад.
Використовується в геодезії та маркшейдерській справі. В Україні град дозволений до застосування сфері законодавчо регульованої метрології поряд з одиницею системи SI, якою є радіан.
Ділення кола на 400 гон розповсюджене для градуювання лімбів кутомірних приладів, а також для запису та обчислення результатів кутових вимірювань. Зручність використання гона полягає в можливості його ділення на десяті частки, передбачені Міжнародною системою одиниць (SI). Наприклад, одну десяту, одну соту, одну тисячну частину града відповідно називають дециград, сантиград, міліград тощо.

## Перерахунок значень
| Оберти | Радіани | Градуси       | Гради (гони)  |
| ------ | ------- | ------------- | ------------- |
| 0      | 0       | 0°            | 0g            |
| 1/24   | π/12    | 15°           | 16+2/3g       |
| 1/12   | π/6     | 30°           | 33+1/3g       |
| 1/10   | π/5     | 36°           | 40g           |
| 1/8    | π/4     | 45°           | 50g           |
| 1/2π   | 1       | близько 57.3° | близько 63.7g |
| 1/6    | π/3     | 60°           | 66+2/3g       |
| 1/5    | 2π/5    | 72°           | 80g           |
| 1/4    | π/2     | 90°           | 100g          |
| 1/3    | 2π/3    | 120°          | 133+1/3g      |
| 2/5    | 4π/5    | 144°          | 160g          |
| 1/2    | π       | 180°          | 200g          |
| 3/4    | 3π/2    | 270°          | 300g          |
| 1      | 2π      | 360°          | 400g          |